# João Pedro Palmberg
João Pedro Gomes Palmberg (São Paulo, 5 de febrero de 2003), más conocido como João Pedro Palmberg, es un futbolista brasileño que juega como centrocampista en el Real Murcia C. F. de la Primera División RFEF.

## Trayectoria
Nacido en São Paulo, es un jugador formado en las categorías inferiores del Grêmio Osasco Audax desde 2012 a 2014, fecha en la que ingresó en las categorías inferiores del São Paulo Futebol Clube.
El 25 de mayo de 2022 debutó profesionalmente con el primer equipo del São Paulo Futebol Clube, en la Copa Sudamericana 2022 ante Ayacucho.
El 21 de agosto de 2024, firma por el Real Murcia C. F. de la Primera División RFEF.

## Clubes
| Club                    | País   | Periodo         | Partidos (goles) |
| ----------------------- | ------ | --------------- | ---------------- |
| São Paulo Futebol Clube | Brasil | 2022-2024       | 1 (0)            |
| Real Murcia CF          | España | 2024-actualidad |                  |